# Perucă

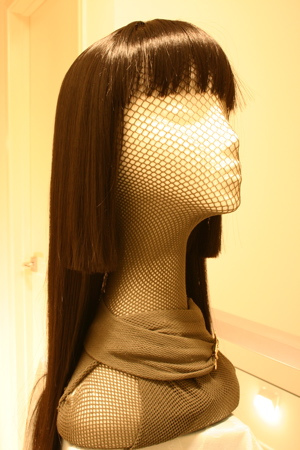
O perucă

O perucă este un acoperământ pentru cap realizat din păr uman, animal sau o imitație sintetică a acestora. Perucile pot fi purtate pentru a ascunde chelia, pentru a modifica înfățișarea purtătorului sau ca parte a unor uniforme profesionale.

## Istorie

### Antichitate
În Egiptul Antic, bărbații și femeile aveau de obicei părul ras sau tuns foarte scurt și purtau frecvent peruci. Egiptenii antici au creat peruca pentru a proteja capetele rase de soare. De asemenea, purtau peruci peste propriul păr, folosind ceară de albine și rășină pentru a le fixa. Egiptenii bogați purtau peruci elaborate și conuri parfumate din grăsime animală așezate deasupra perucilor. Alte culturi antice, inclusiv Asirienii, Fenicienii, Evreii din Israelul antic și Iudeea, Grecii și Romanii, foloseau perucile ca modă de zi cu zi. 

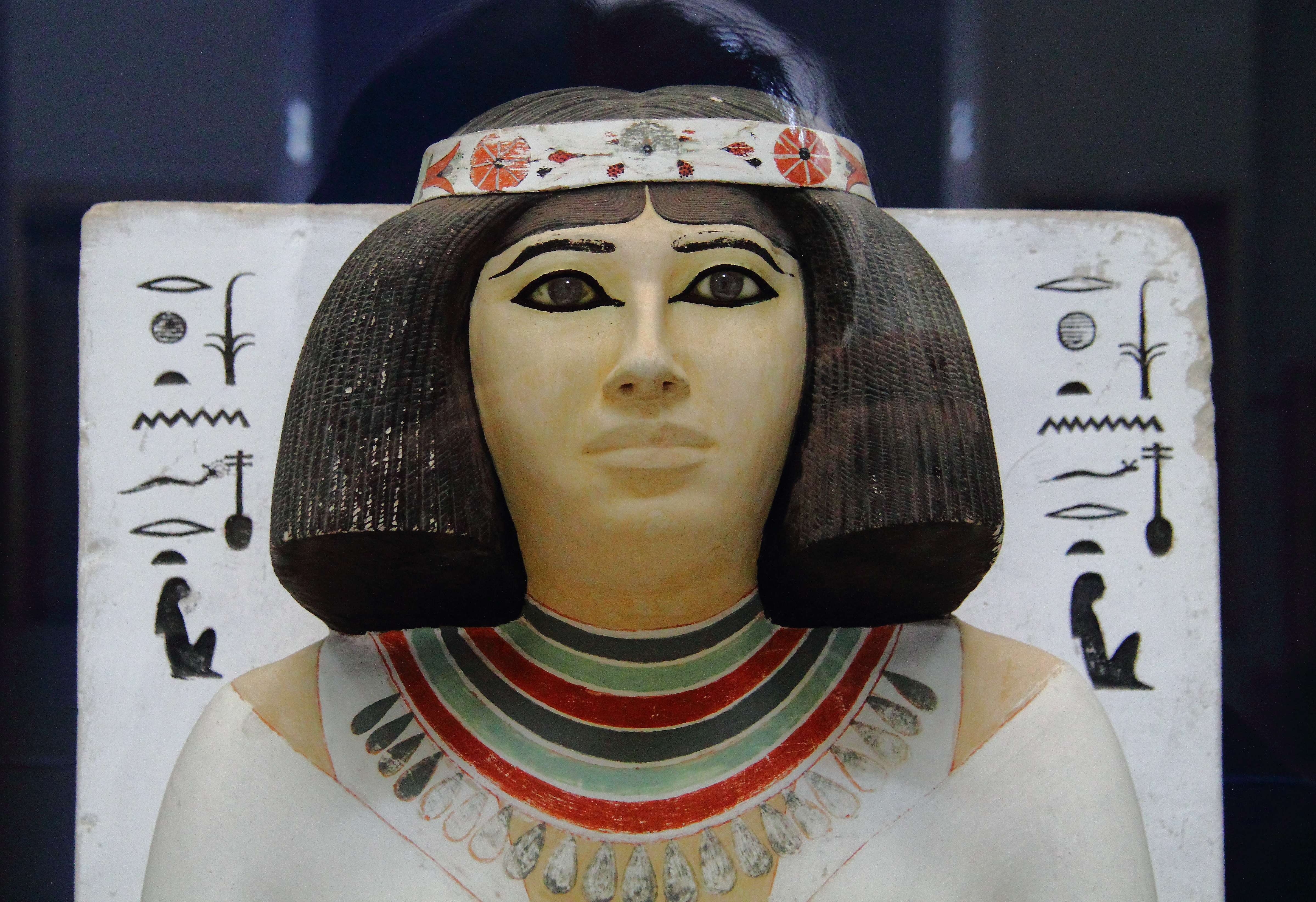
Statuia prințesei Nofret purtând o perucă (între 2613 și 2494 î.Hr.)
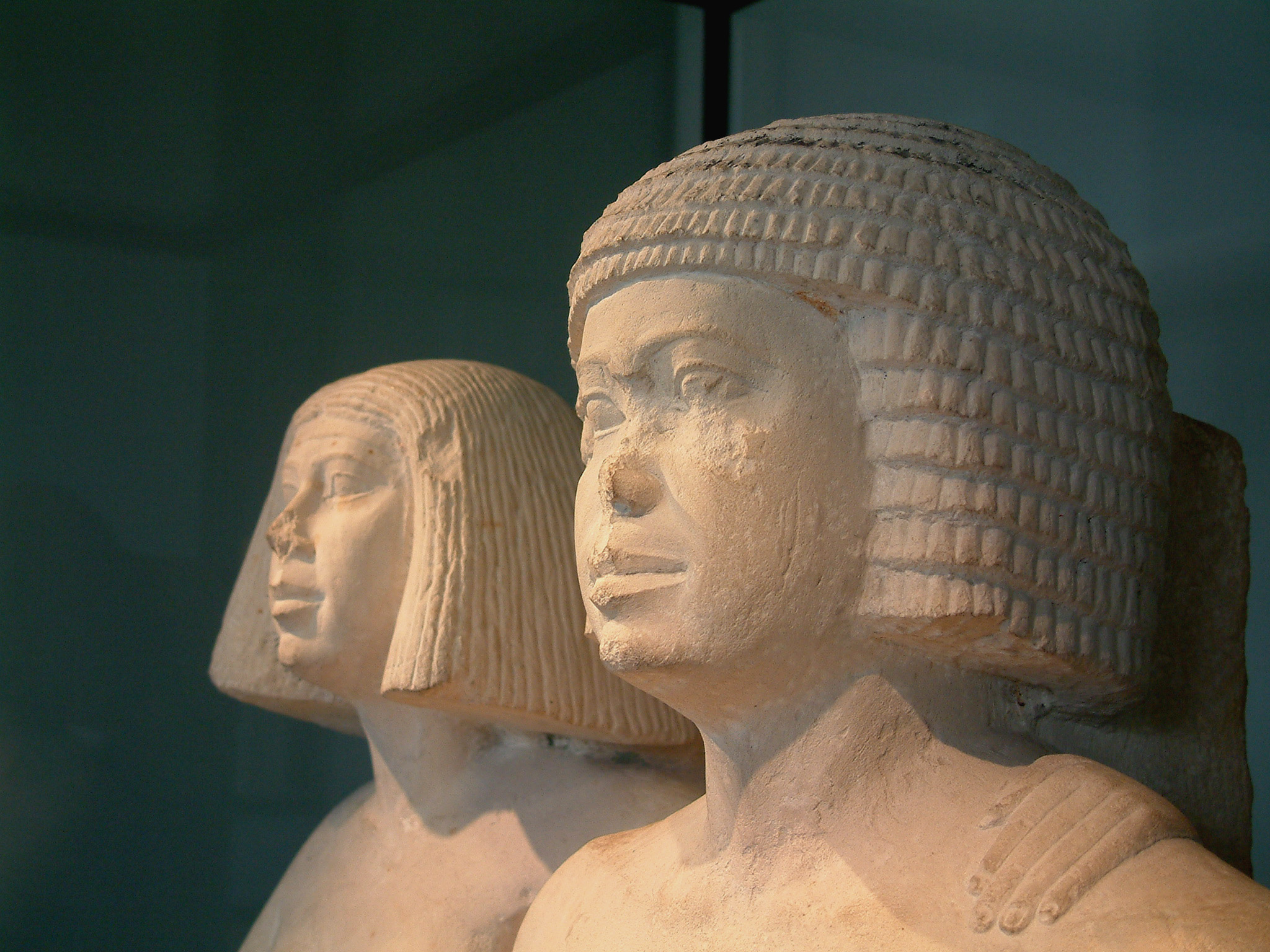
Un cuplu egiptean poartă peruci oficiale (dinastia a 4-a sau a 5-a)
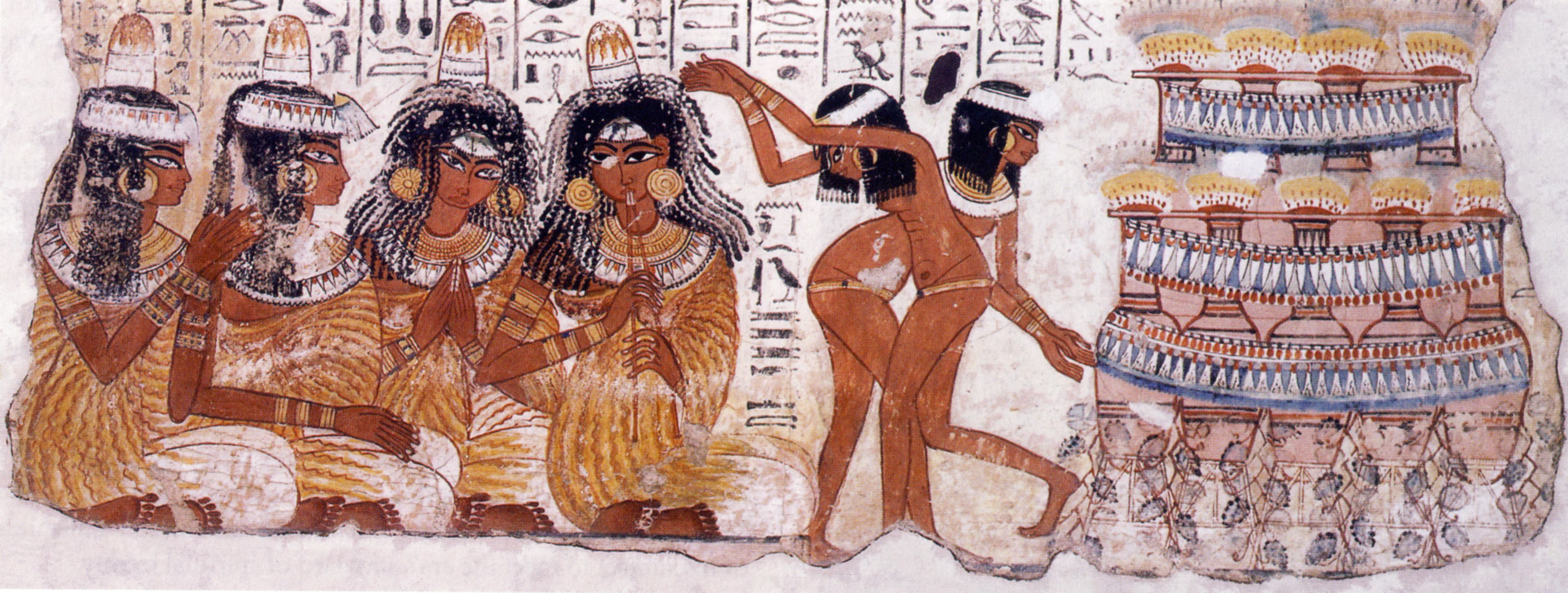
Frescă tombală reprezentând dansatori și muzicieni în peruci elaborate cu conuri de cap (Teba, Egipt, dinastia a 18-a)

### Secolele al XVI-lea și al XVII-lea
După căderea Imperiului Roman de Apus, perucile au ieșit din uz în Europa timp de aproximativ o mie de ani. Ele au fost reintroduse în secolul al XVI-lea, ca soluție pentru pierderea părului și pentru igienă, perucile fiind mai ușor de dezinfectat decât părul natural în contextul apariției păduchilor.
Moda purtării perucilor a fost relansată prin patronaj regal: Elisabeta I a Angliei purta o perucă roșie, iar Ludovic al XIII-lea al Franței a început să poarte perucă în 1624, fiind urmat de fiul său, Ludovic al XIV-lea. Purtarea perucilor a devenit comună în rândul bărbaților din Europa până spre sfârșitul secolului al XVIII-lea, când moda s-a schimbat în urma Revoluției Franceze.

În Anglia, moda a fost introdusă în 1660, odată cu restaurarea lui Carol al II-lea. Perucile erau adesea lungi, grele și elaborate, iar cele mai scumpe erau fabricate din păr uman.

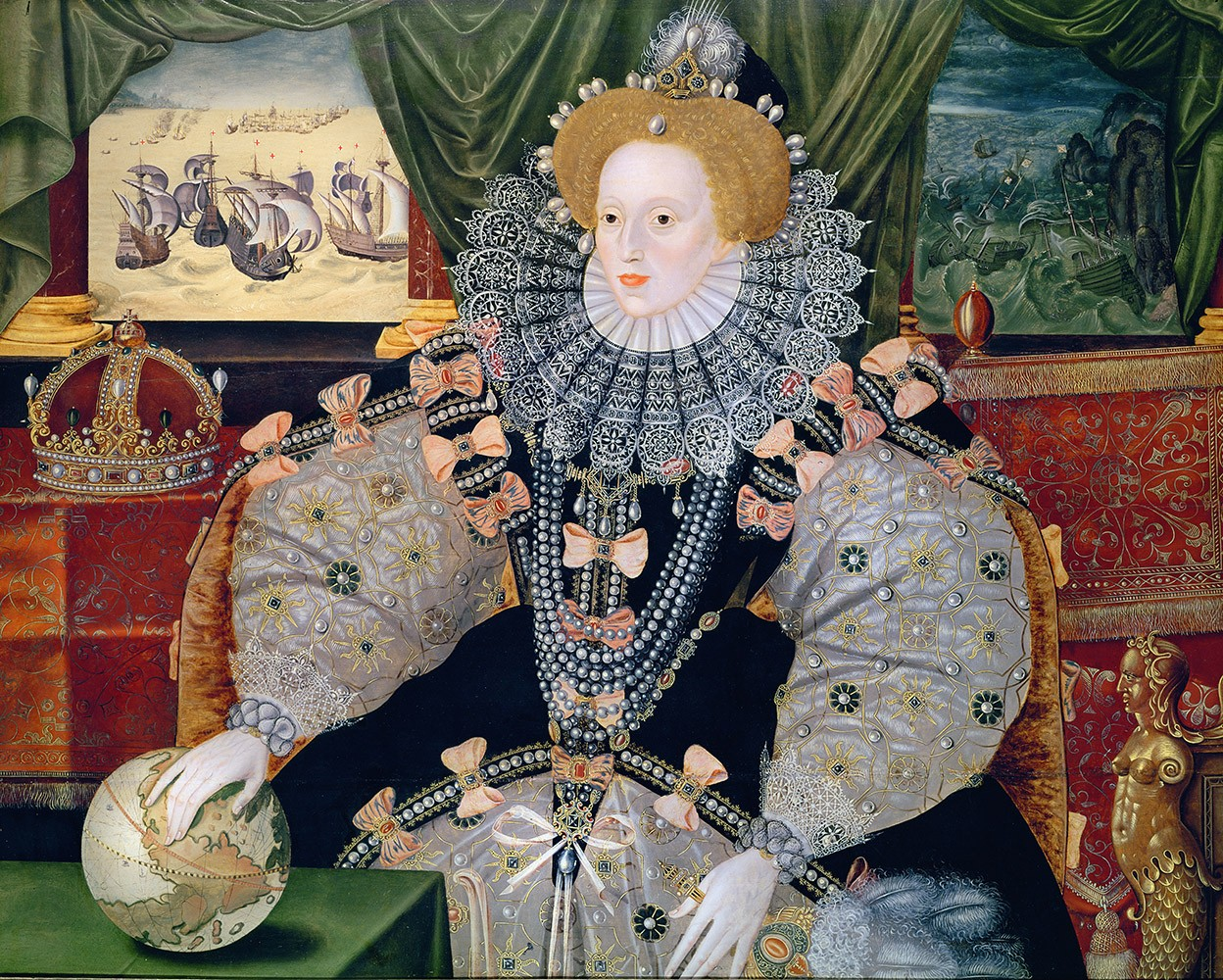
Regina Elisabeta I, pictată în 1588
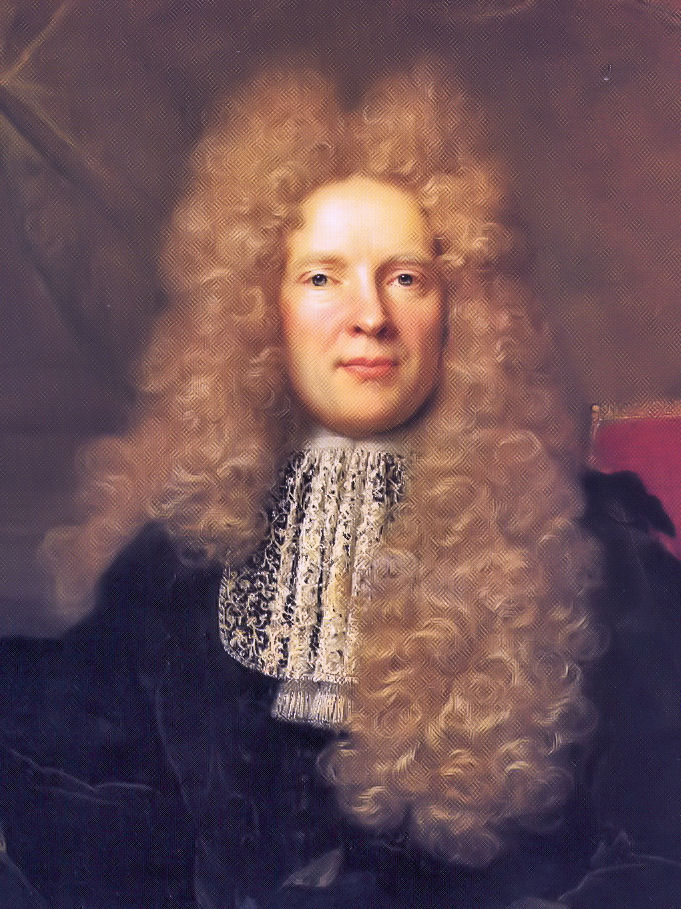
Nicolas de Vermont
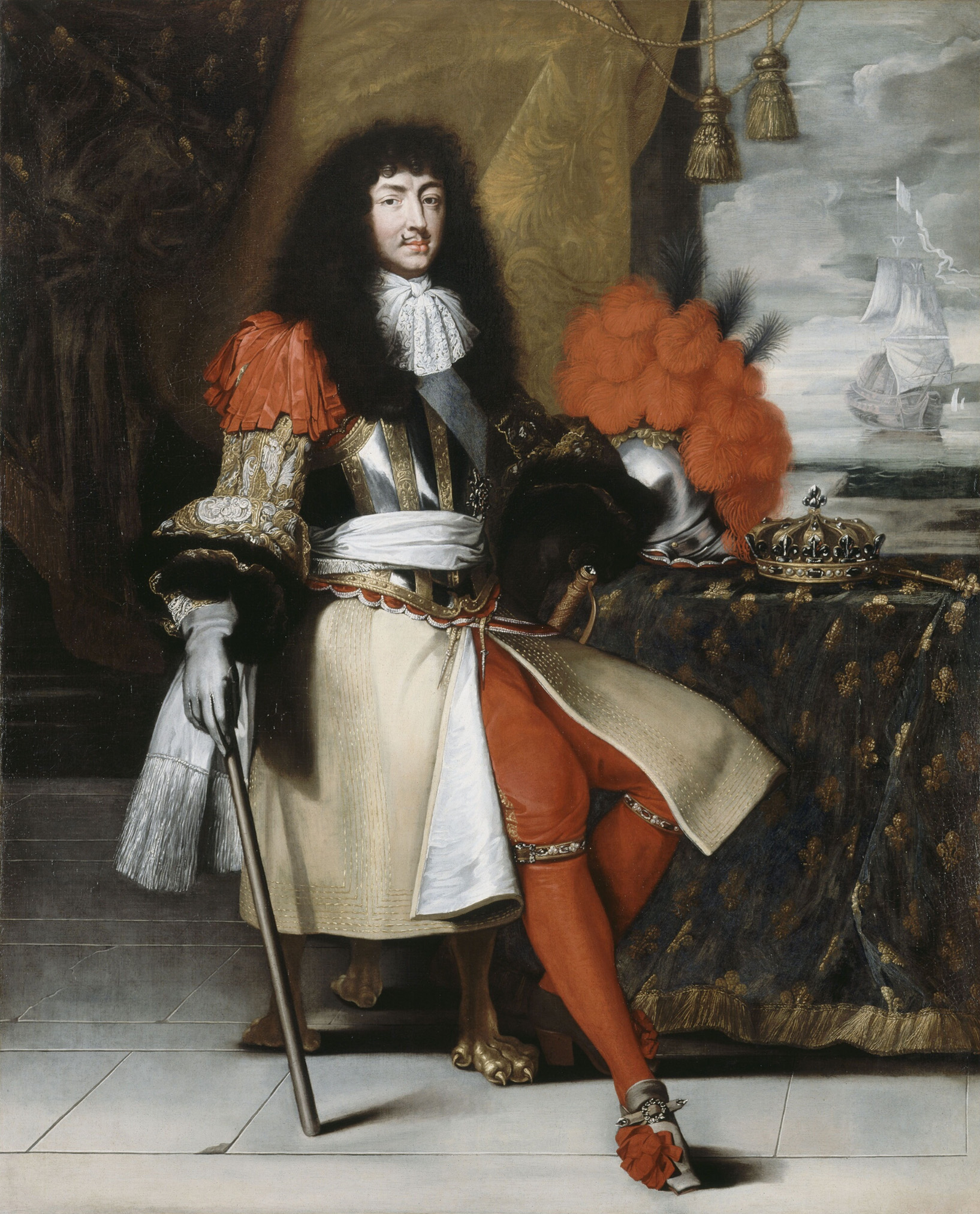
Ludovic al XIV-lea
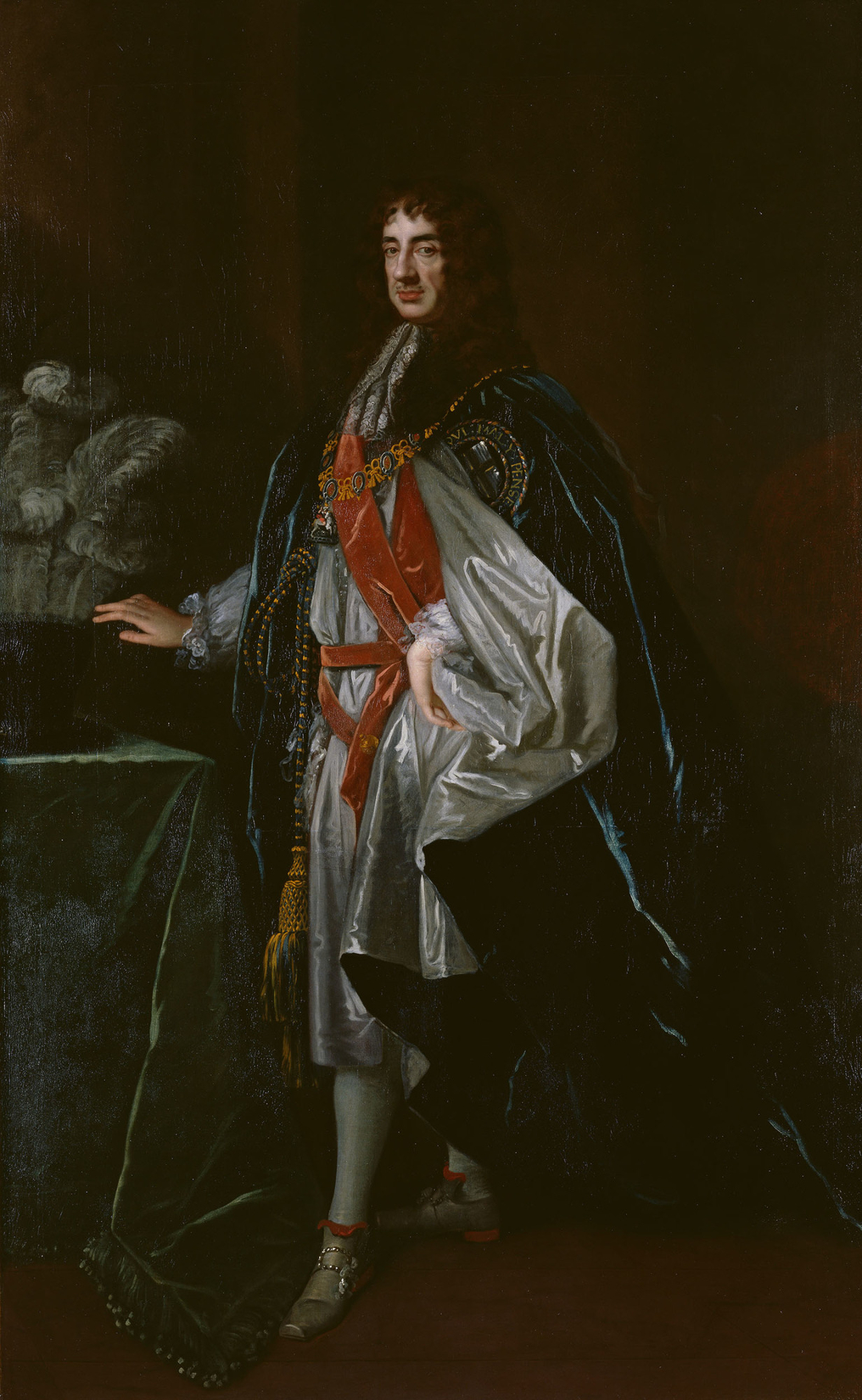
Carol al II-lea

### Secolul al XVIII-lea

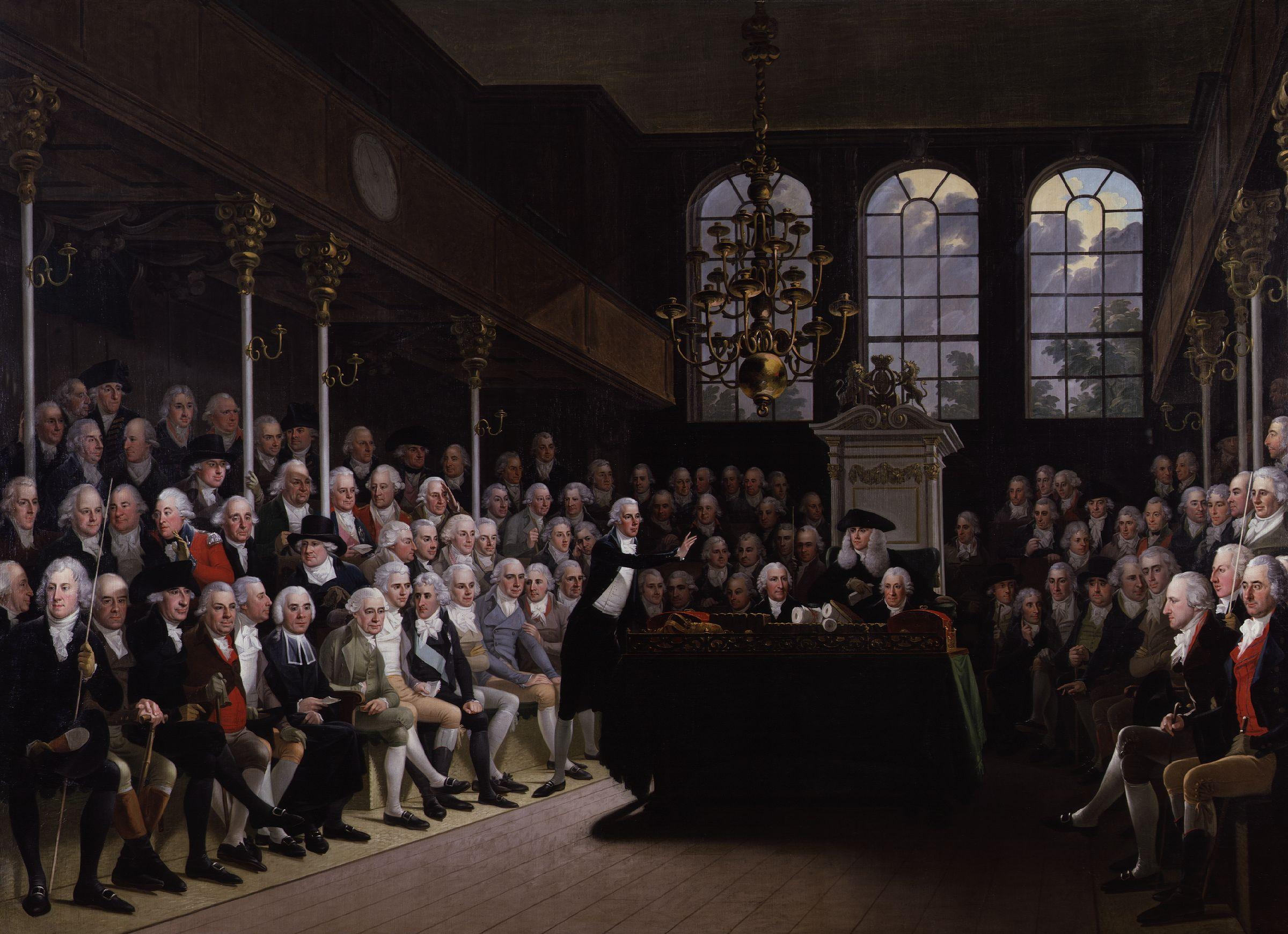
Camera Comunelor 1793-94

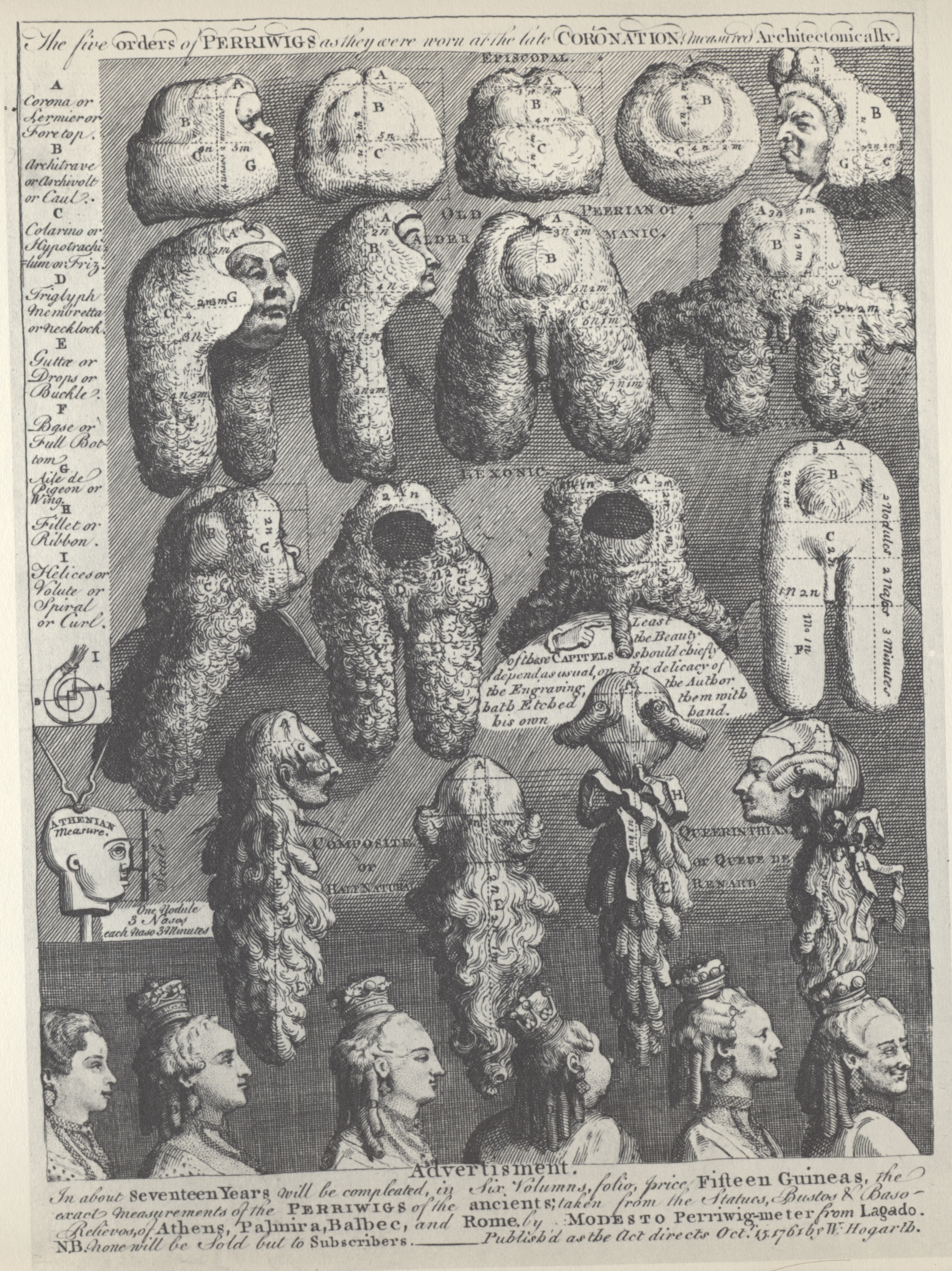
Din cartea The Five Orders of Perriwigs de William Hogarth

În secolul al XVIII-lea, perucile bărbătești erau pudrate pentru a obține culoarea albă sau alb-gălbuie. Femeile nu purtau peruci, ci își aranjau părul natural, completat uneori cu șuvițe artificiale sau de la alte persoane, și îl pudrau în tonuri de gri-albăstrui.
După 1765, perucile au ieșit treptat din modă, fiind păstrate doar de anumite categorii profesionale, precum avocați sau vizitii. Începând cu anii 1770, moda extravagantă a perucilor a cunoscut o scurtă revenire în perioada „Macaroni”. Pudra de păr era obținută din amidon parfumat și avea, ocazional, culori pastelate. După 1790, perucile și pudra au rămas asociate cu bărbații în vârstă sau cu ocazii formale. În 1795, introducerea unei taxe anuale pe pudra de păr în Marea Britanie a accelerat dispariția acestei mode.
În Franța, coafurile feminine de la curtea de la Versailles deveniseră elaborate și simbolice, dar au fost abandonate rapid după izbucnirea Revoluției Franceze din 1789, fiind asociate cu excesul aristocrației.
Meșteșugul confecționării perucilor era organizat în bresle și reglementat strict. În Franța, breslele interziceau utilizarea părului de capră sălbatică sau a părului decolorat, considerate materiale de calitate slabă. O practică inedită folosită de perucarii francezi era coacerea părului în aluat, pentru a-i menține umiditatea.

Anumite profesii au continuat să folosească peruci ca parte a ținutei oficiale. În sistemele juridice din unele țări ale Commonwealth-ului, judecătorii și avocații poartă încă peruci în stilul secolului al XVIII-lea.

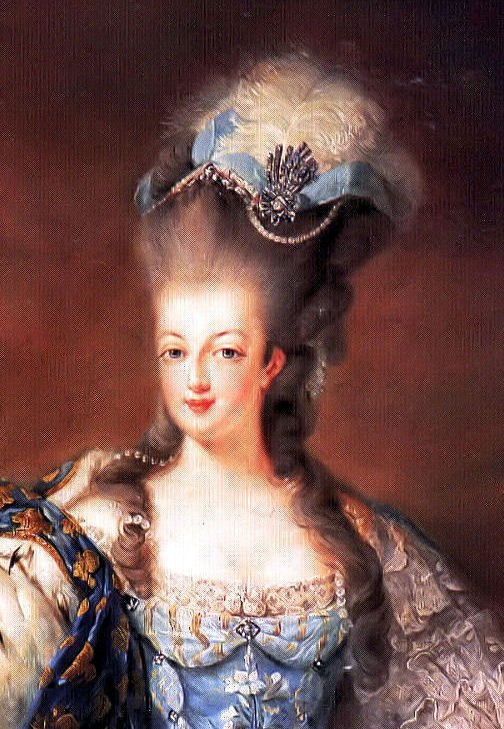
Marie Antoinette purtând coafura distinctivă în stil pouf
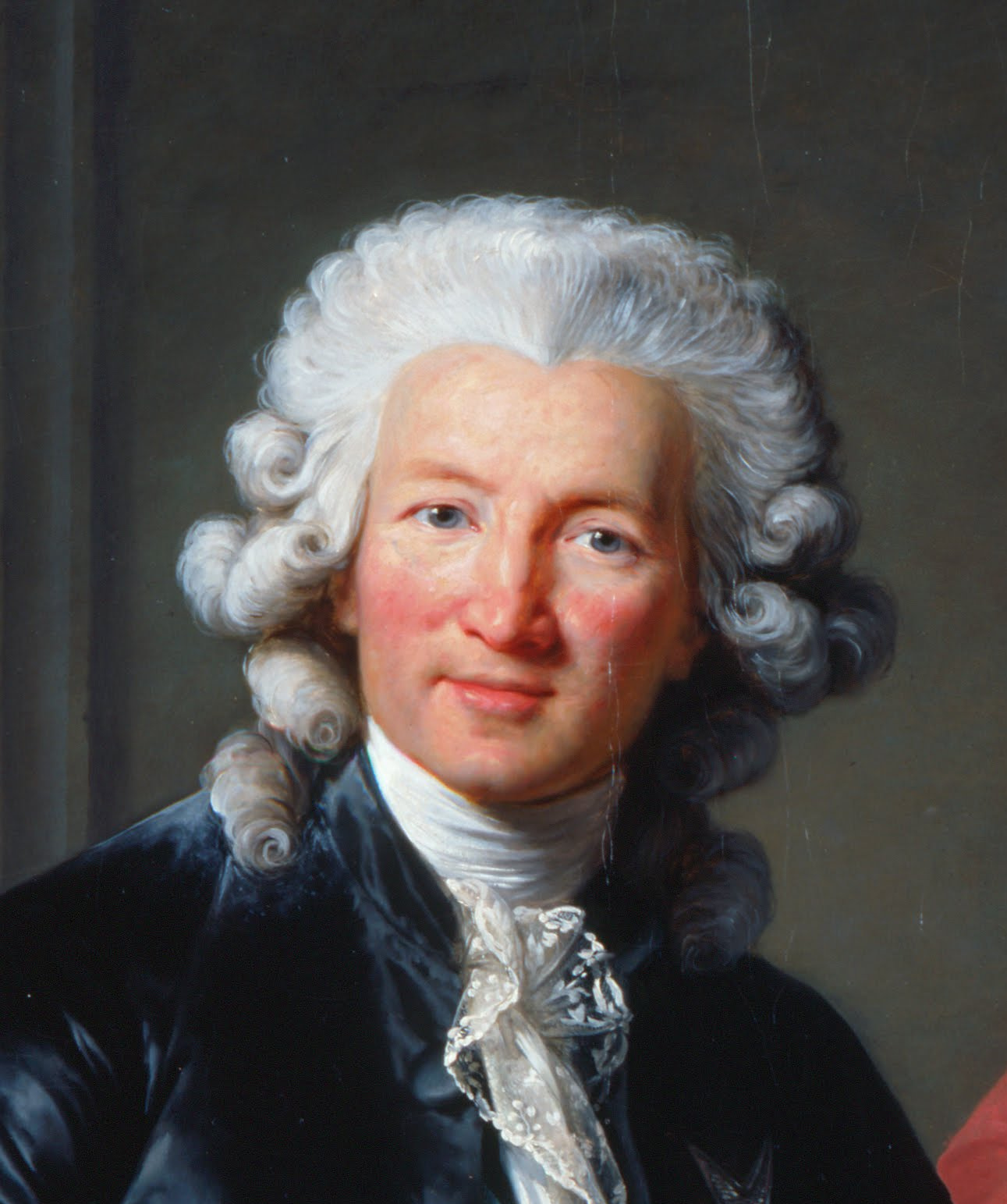
Charles Alexandre de Calonne (1784)
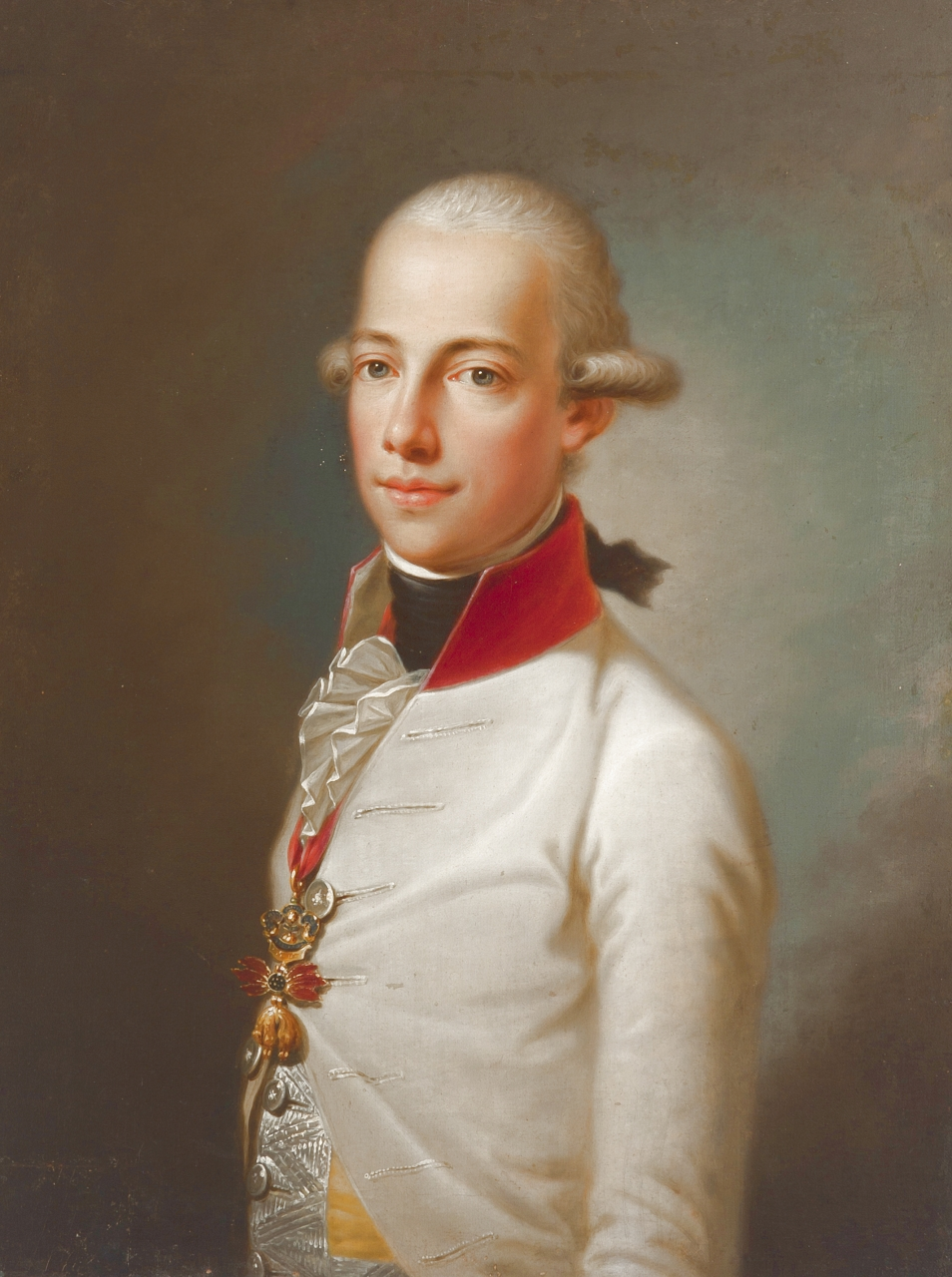
Arhiducele Ioan de Austria (1782–1859) ca băiat (c. 1795)
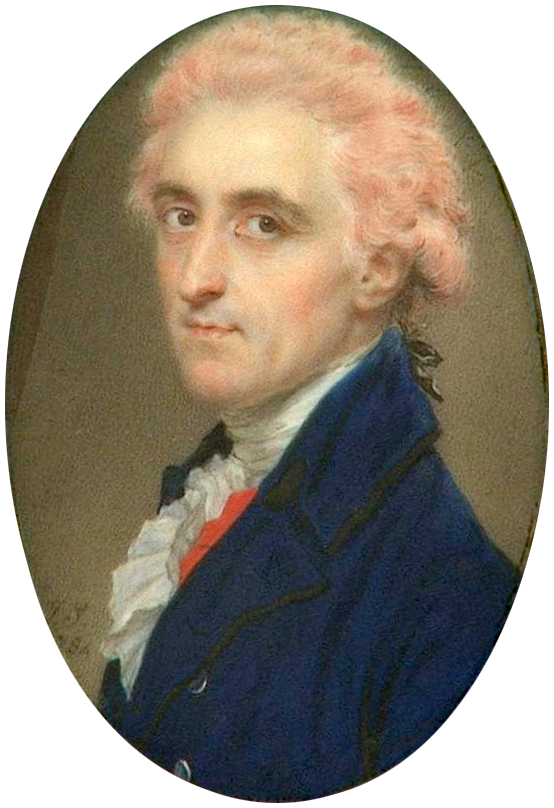
Colonelul James Hamilton (1784) purtând o perucă albă pudră de culoare roz

### Secolele XIX și XX

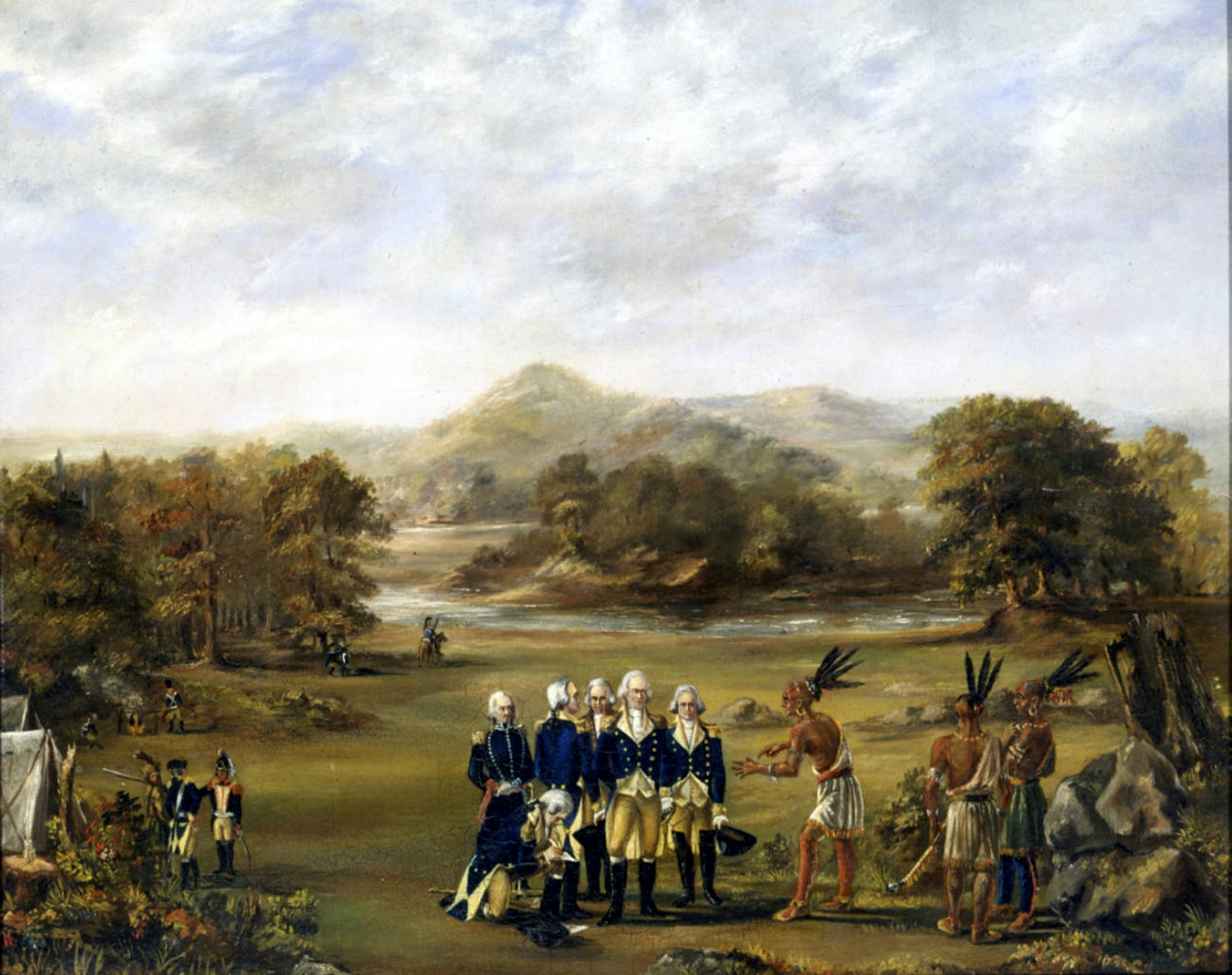
Ofițeri ai armatei Statelor Unite purtând peruci în timpul negocierilor Tratatului de la Greenville (1795)

Odată cu prăbușirea monarhiilor și formarea republicilor moderne precum Statele Unite și Franța, perucile au fost abandonate ca simbol al statutului social. Totuși, în unele curți regale europene, ținuta formală a continuat să includă peruci pudrate până în timpul lui Napoleon Bonaparte (1804).
În SUA, doar primii patru președinți (de la John Adams la James Monroe) au purtat peruci pudrate, în stilul secolului XVIII. George Washington nu a purtat perucă, ci își pudra și își aranja propriul păr.
Perucile pentru femei nu au fost la modă în secolul al XIX-lea, fiind purtate mai ales de doamne în vârstă sau în cazuri medicale. Totuși, frizerii din Anglia și Franța vindeau accesorii capilare false, precum bucle sau cocuri artificiale („postiche”), care au rămas populare până în anii 1920.

În anii 1960, apariția perucilor sintetice din fibre modacrilice a făcut ca acestea să devină mai accesibile.

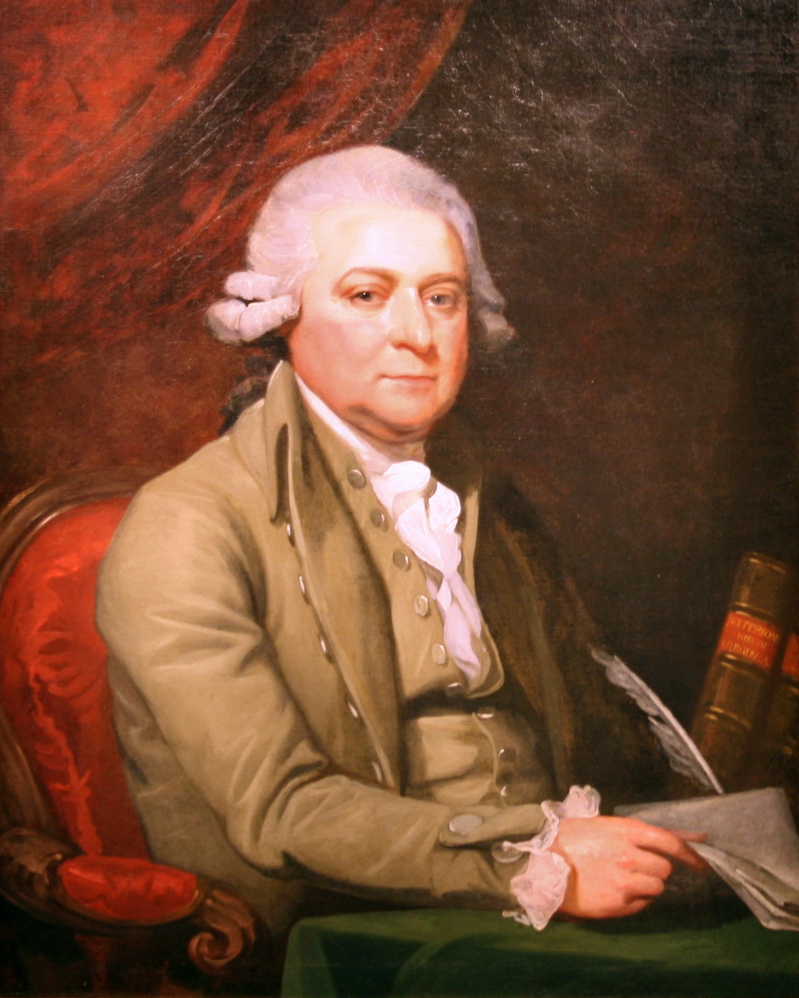
John Adams (1788)
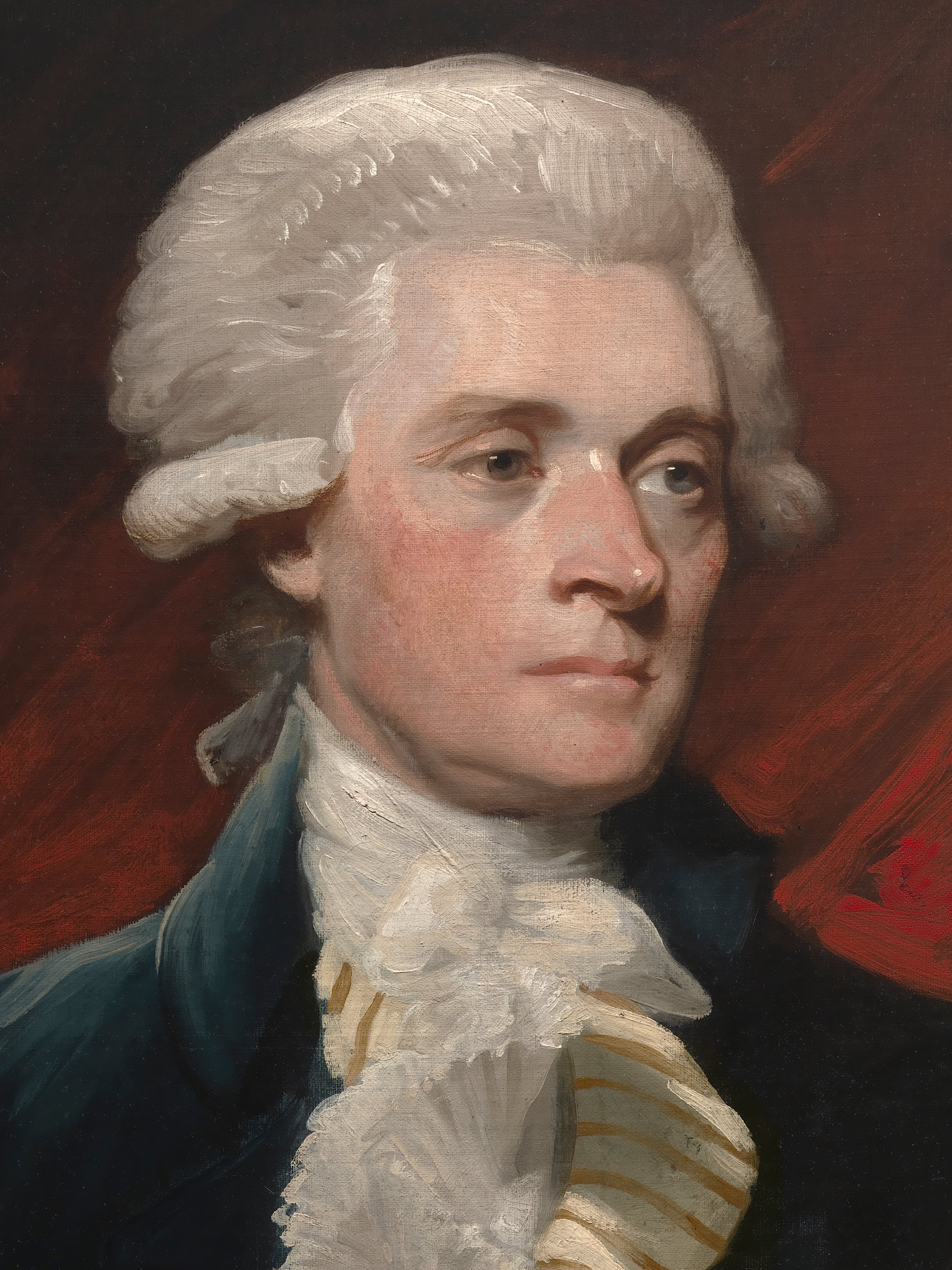
Thomas Jefferson (1786)
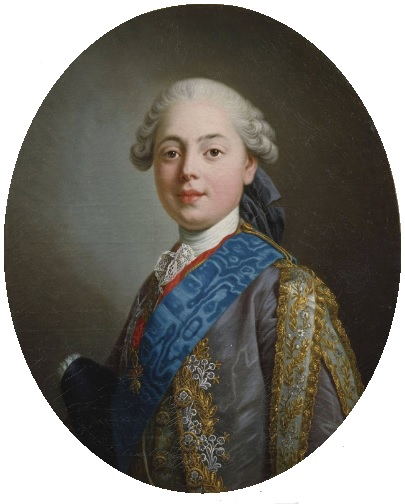
Carol al X-lea al Franței (1771)

### Secolul al XXI-lea
Industria perucilor a devenit o piață globală de miliarde de dolari, cu trei etape principale: colectarea părului, fabricarea și distribuția. India este principala sursă de păr uman, dar au fost semnalate abuzuri în rândul femeilor din Asia de Sud și de Sud-Est, inclusiv cazuri în care acestea sunt constrânse să își vândă părul. Producția are loc în special în China, iar exporturile se îndreaptă în principal spre SUA și Regatul Unit.

### Utilizare oficială
În Regatul Unit, în multe state din Commonwealth și în Irlanda, perucile sunt purtate de avocați, judecători și oficiali în contexte ceremoniale. În Hong Kong, această tradiție a fost păstrată. În schimb, Australia, Noua Zeelandă și Canada au renunțat la purtarea lor, cu excepția unor ocazii speciale.

### Divertisment
Perucile sunt frecvent folosite în muzică, film și teatru. Celebrități precum Dolly Parton, Cher sau Lady Gaga le-au popularizat. În teatru și pe Broadway, perucile ajută la definirea personajului și ascund echipamentele audio. În filmele japoneză de epocă, perucile recreează stilurile Edo.

### Utilitate
Multe persoane poartă peruci din comoditate sau pentru protejarea părului natural. Ele sunt utile în cazul pierderii părului din motive medicale (ex. chimioterapie, alopecie) sau pentru obținerea unor stiluri altfel imposibile.

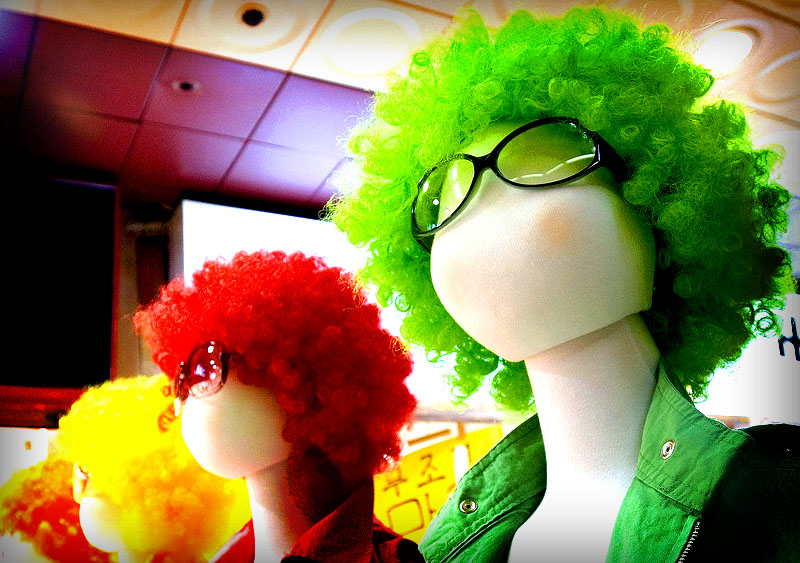
Peruci colorate pentru petreceri de costume
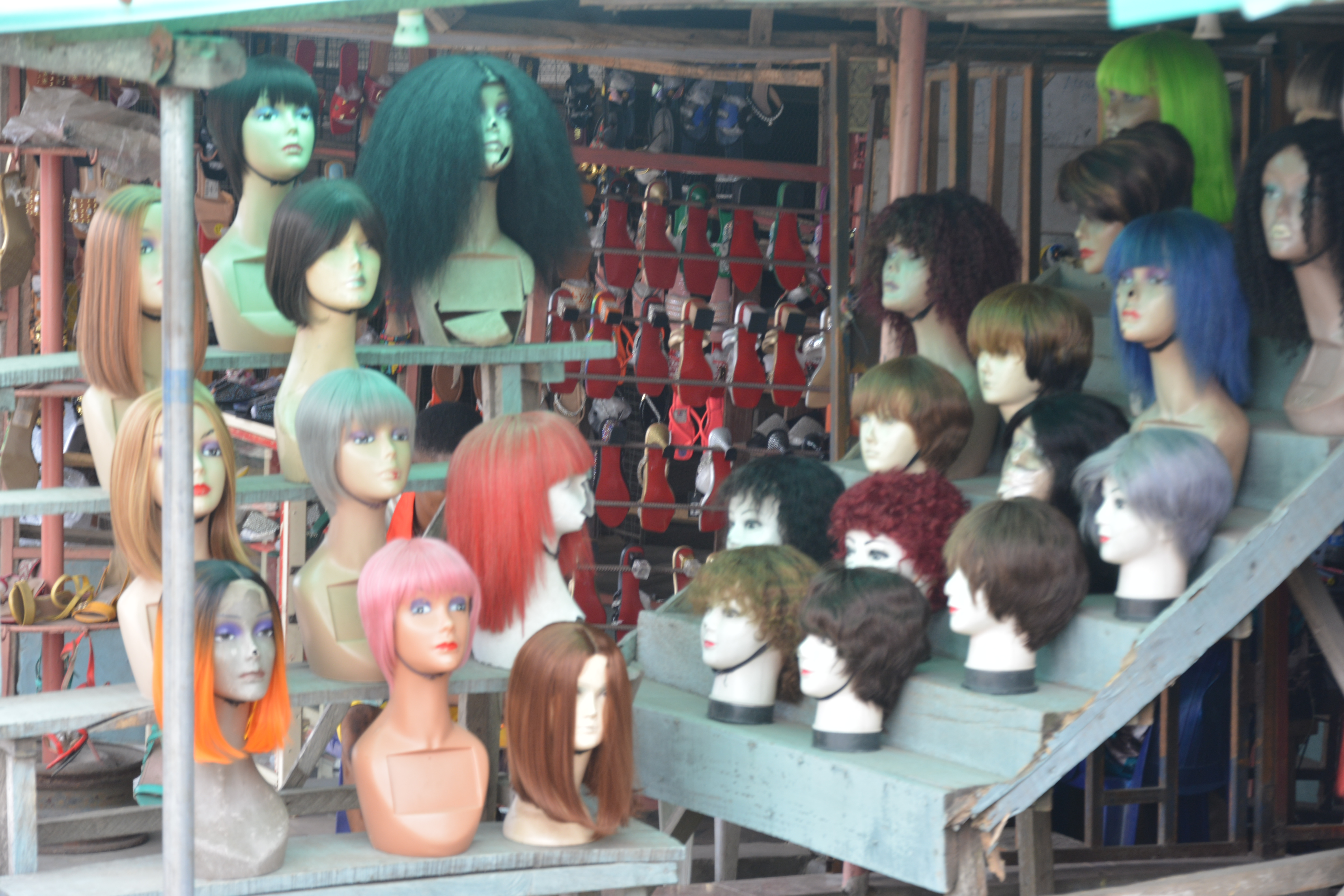
Peruci în magazin
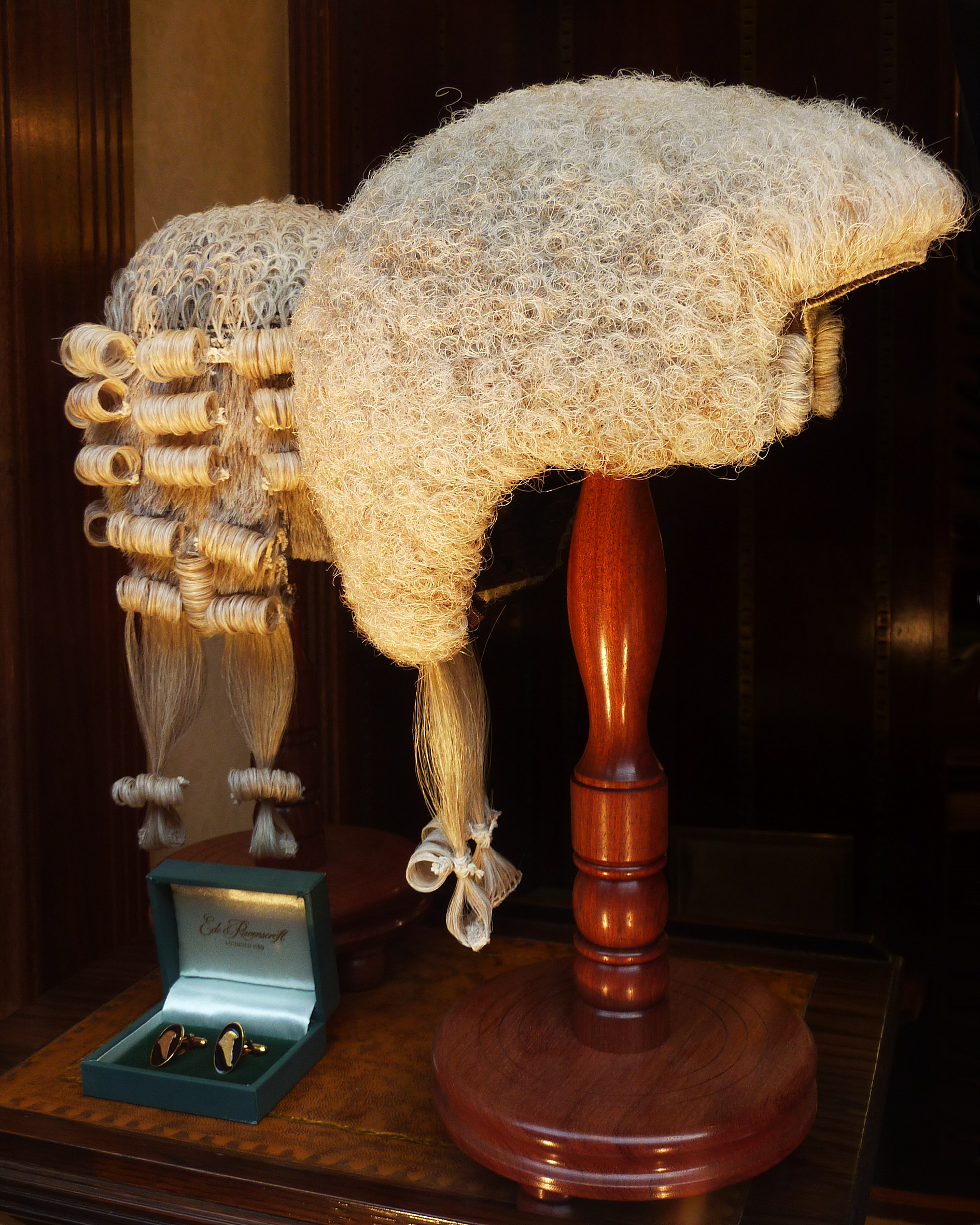
Perucă pentru instanță
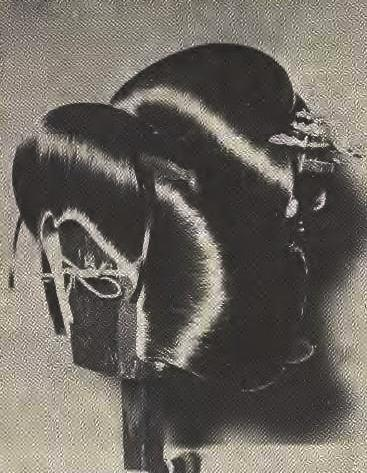
Perucă japoneză în coafura tradițională

### Merkin

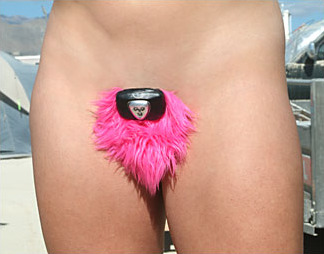
O merkin (cu lanterna) purtat de o femeie pentru a-si acoperi zona pubiană

O merkin este o perucă pubiană. Acestea erau purtate după rasul zonei pubiene și sunt utilizate ca obiecte decorative sau în scop erotic, atât de femei, cât și de bărbați.
Oxford English Dictionary atestă prima utilizare scrisă a termenului în 1617. Cuvântul provine, probabil, din malkin, un termen depreciativ pentru o femeie de clasă joasă, sau din Marykin, diminutiv al prenumelui Mary. Femeile își radeau părul pubian din motive de igienă și pentru a combate păduchii pubieni, apoi purtau un merkin. De asemenea, prostituatele le foloseau pentru a ascunde semnele bolilor venerice, cum ar fi sifilisul.